# Преображенская церковь (Новая Мышь)
Свято-Преображенская церковь (бел. Свята-Праабражэнская царква) — храм Белорусского экзархата Русской православной церкви. Расположен в деревне Новая Мышь Барановичского района Брестской области Белоруссии. 21 сентября 2010 года Постановлением Совета Министров Республики Беларусь объекту присвоен статус историко-культурной ценности регионального значения.

## История
Спасо-Преображенская церковь на территории деревни существует с середины XVI века и построена на средства представителей рода Ходкевичей. Западнорусским шляхетским родом церкви было предоставлено две волоки и две площади в местечке. Было разрешено пользоваться мельницей и рыбными ловами на реке Мышанка, а также дано право свободного доступа в Мышскую пущу.
С XVII века храм стал униатским. В середине этого же века ей принадлежало пять городских площадей — на палисадниках улиц, где находились церковь, плебания и кладбище.

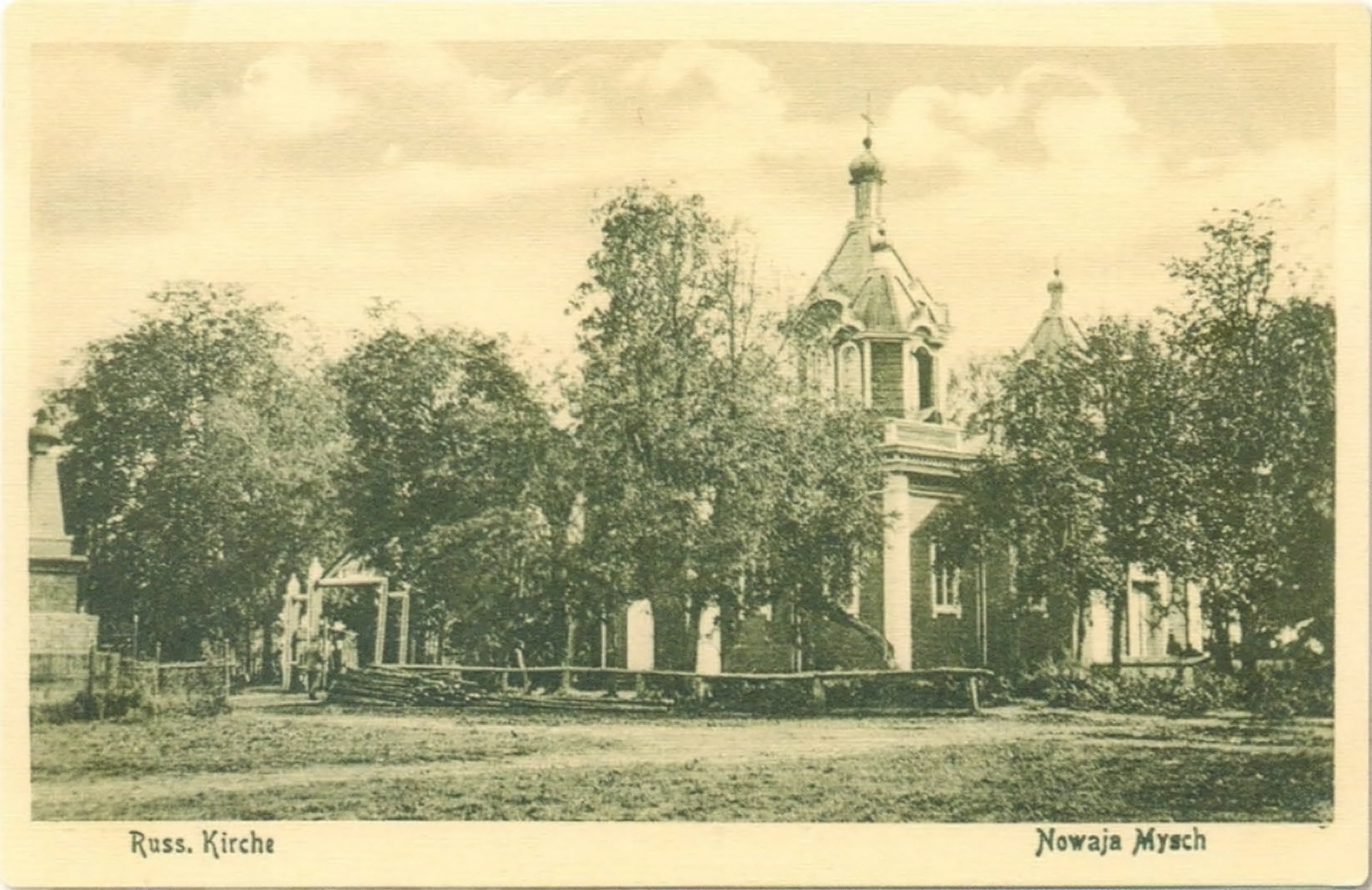
Церковь в 1916 году на немецкой открытке. Слева - тыльная сторона памятника-бюста императору Александру II

Во второй половине XVII века церковь была деревянная. Отдельно от неё стояла колокольня с двумя небольшими колоколами. В храме было отмечено отсутствие иконостаса. Почитаемой святыней церкви была икона Божьей Матери, которая была украшена двумя серебряными коронами и скипетром. Из пожертвований имелись два полумесяца, одна бляшка на руке, десять табличек, три серебряных крестика, одно сердечко, шесть серебряных печатей. Кроме того, здесь находилось много других культовых вещей: бокал с тарелочкой для евхаристийного хлеба, серебряные с позолотой ложечки, обрамлённый в серебряные пластины деревянный крест. В достаточном количестве имелись священнические облачения. Для службы церковь имела богатый по тому времени книгосбор: Евангелие, Триодь, Требник, Трифолой (рукописные), Октоих, Служебник, Псалтырь
(печатные), а также Ветхий и Новый завет.
Во время русско-польской войны 1654–1667 годов городок Мышь был полностью разрушен и спален. В 1714 году храм был заново отстроен. Он имел вид четырехугольного деревянного бревенчатого сооружения, покрытого остроконечной черепицей. По середине располагался купол, по углам стояли железные кресты. Измерения, сделанные в 1835 году, показали, что храм был больше современного костёла в деревне. Церковь имела размеры 11,6 сажени в длину и 5,3 сажени в ширину, а размеры костёла в то время составляли — 10,5 и 5,3 сажени. В первой половине XIX века священником Клеменсом Волковичем богослужения проводились по восточному обряду. К православной конфессии здание церкви вернулось после унии 1839 года.
В 1850-х годах по распоряжению православных властей церковь была разобрана. По некоторым источникам причиной стала сходство с окрестным костёлом. Последняя перестройка храма началась около 1855 года, а сама Спасо-Преображенская церковь была освещена в 1859 году (в некоторых источниках упоминается под 1857 годом). 
В 1879 году Новомышский православный приход имел одно местечко и 12 деревень: Балобановичи, Барановичи, Белолесье, Домашевичи, Деревная, Козлякевичи, Лебежаны, Могиляны, Мутькавичи, Петревичи, Тартаки, Узноги. В результате, к началу XX века количество верующих увеличилось до 4321 человек.
В 1911 году напротив входа на территорию храма был открыт бюст императору Александру II (до наших дней не сохранился). 
В 1989 году под крышей одного из церковных куполов был найден скрытый церковный архив. Среди всех найденных документов самой уцелевшей была «Книга для записи прихода
и расхода пожертвований в пользу Красного Креста и семейств воинов, призванных для защиты Отечества от нашествия тевтонов (немцев) в 1914 году по приходу Ново-Мышской церкви».

## Архитектура

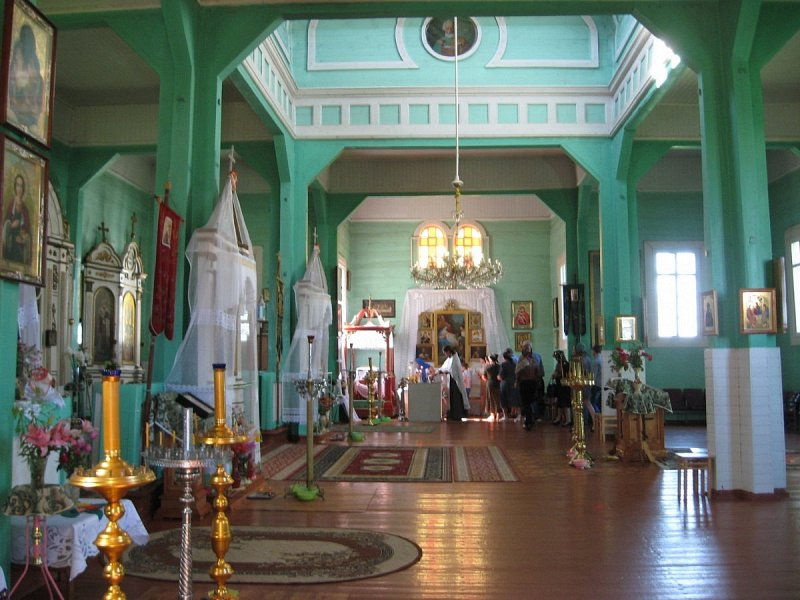
Внутреннее убранство

Относится к типу центрических крестово-купольных храмов, срублена на высоком каменном цоколе. Основной кубовидный объём с четырёхскатной крышей завершён пятью восьмигранными двухъярусными барабанами с шатровыми верхами, увенчанными луковичными куполами.
Боковые пределы, апсида и притвор открываются в основной объём широкими проёмами со скошенными верхними углами. В декоре интерьера использованы прямоугольные и фигурные филёнки во фризовой части. Апсида отделена одноярусным иконостасом с центральным килевидным щипцом, выполненным в дереве во второй половине XIX века.